# Краснознаменка (Алтайский край)
Краснознаменка ― село в Курьинском районе Алтайского края. Административный центр Краснознаменского сельсовета.

## География
Село расположено в северной части района, на левом берегу Локтевки в 6 км к северу от села Курья, в 76 км к востоку от Рубцовска и в 212 км к юго-западу от Барнаула (269 км по автодорогам). Находится в предгорно-степной зоне, климат континентальный.
Вдоль западной окраины села проходит автодорога Поспелиха ― Курья (на Усть-Каменогорск). На восточной окраине имеется мост через Локтевку, по которому проходит дорога к посёлкам Новознаменка и Краснознаменский. Ближайшая железнодорожная станция Поспелиха (на линии Барнаул ― Семей) находится в 48 км к северо-западу от села.

## История
Основано в 1923 г. В 1928 г. посёлок Красное Знамя состоял из 28 хозяйств, основное население — русские. Центр Краснознаменского сельсовета Курьинскогоского района Рубцовского округа Сибирского края.

## Население
| 1997  | 1998  | 1999  | 2000  | 2001  | 2002  | 2003  |
| ----- | ----- | ----- | ----- | ----- | ----- | ----- |
| 1268  | ↗1491 | ↘1463 | ↘1428 | ↘1220 | ↘1143 | ↘1139 |
| 2004  | 2005  | 2006  | 2007  | 2008  | 2009  | 2010  |
| ↘1130 | ↘1079 | ↘1073 | ↘1042 | ↘985  | ↘975  | ↘926  |
| 2011  | 2012  | 2013  |       |       |       |       |
| ↘922  | ↘907  | ↘904  |       |       |       |       |

Национальный состав: русские ― 94 %, немцы ― 3 %.

## Инфраструктура
Действует средняя общеобразовательная школа, открыта в 1956 году. Есть библиотека, дом сельского досуга.
В селе развита сеть личных подсобных хозяйств, в которых выращивают скот, разводят домашнюю птицу. Фермерские хозяйства выращивают зерно, ведут оптовую торговлю зерном, семенами и кормами для сельскохозяйственных животных.
В селе 14 улиц: Бульварная, Гагарина, Калинина, Коммунистическая, Комсомольская, Ленина, Молодежная, Набережная, Новая, Октябрьская, Советская, Социалистическая, Целинная, Чапаева.

## Достопримечательности
В окрестностях села находится девять курганных могильников. Одни из них расположены вблизи села (в 1-2 км), другие дальше, в 4, 9 и 12 км от села. На левом берегу р. Кукуйка открыта курганная группа Краснознаменка-IV. В километре от неё — курганный могильник Краснознаменка-V Открыты Ю. П. Алехиным в 1984 г.. Одиночный курган «Краснознаменка 11» является объектом культурного наследия федерального значения.

## Телевидение
- Центральное и спутниковое вещание.
- Краевой информационный телеканал ТВ «Катунь 24».